# Zerstörer 1934A
Zerstörer 1934A byla třída torpédoborců německé Kriegsmarine z období druhé světové války. Celkem bylo postaveno dvanáct jednotek této třídy. Představovaly vylepšenou verzi předcházející třídy Zerstörer 1934. Sedm jich bylo ve válce ztraceno, přičemž zbývajících pět plavidel po válce provozovala námořnictva Francie, Sovětského svazu a za účelem zkoušek též Velké Británie. Po vyřazení byly sešrotovány. Ve službě měla tato třída problémy s nespolehlivým pohonným systémem.

## Stavba
Celkem bylo postaveno dvanáct jednotek této třídy. Objednány byly v letech 1934–1935. Od předcházejících torpédoborců Zerstörer 1934 se lišily o o 1,7 metru prodlouženým trupem a kotly o vyšším pracovním tlaku. Postavily je německé loděnice Deschimag AG Weser, Germaniawerft a Blohm & Voss. Jejich kýly byly založeny roku 1935. Do služby byly přijaty v letech 1937–1938.
Jednotky třídy Zerstörer 1934A:
| Jméno                 | Verze           | Loděnice      | Založení kýlu | Spuštěna          | Vstup do služby | Status |
| --------------------- | --------------- | ------------- | ------------- | ----------------- | --------------- | --- |
| Z5 Paul Jakobi        | Zerstörer 1934A | Deschimag     | 1935          | 24. března 1936   | 1937            | Dne 2. února 1946 předán Francii a zařazen jako Désaix. V letech 1947–1949 využíván pro zbraňové zkoušky. Sešrotován 1951.                        |
| Z6 Theodor Riedel     | Zerstörer 1934A | Deschimag     | 1935          | 22. dubna 1936    | 1937            | Dne 2. února 1946 předán Francii a zařazen jako Kléber (D 603). V letech 1953–1957 v rezervě. Sešrotován 1958.                                    |
| Z7 Hermann Schoemann  | Zerstörer 1934A | Deschimag     | 1935          | 16. července 1936 | 1937            | Dne 2. května 1942 v Barentsově moři, během útoku na britské arktické konvoje PQ-15 a QP-11, potopen britským lehkým křižníkem HMS Edinburgh.     |
| Z8 Bruno Heinemann    | Zerstörer 1934A | Deschimag     | 1936          | 15. září 1936     | 1938            | Dne 25. ledna 1942 u belgického pobřeží potopen dvěma minami.                                                                                     |
| Z9 Wolfgang Zenker    | Zerstörer 1934A | Germaniawerft | 1935          | 27. března 1936   | 1938            | Dne 13. dubna 1940 v druhé námořní bitvě u Narviku najel na břeh ve fjordu Rombaken (jinak též Rombaksfjord). Sešrotován.                         |
| Z10 Hans Lody         | Zerstörer 1934A | Germaniawerft | 1935          | 14. května 1936   | 1938            | Dne 7. ledna 1946 předán Velké Británii a přejmenován na R39. Využit ke zkouškám a později jako plovoucí kasárna v Southamptonu. Sešrotován 1949. |
| Z11 Bernd von Arnim   | Zerstörer 1934A | Germaniawerft | 1935          | 8. července 1936  | 1938            | Dne 13. dubna 1940 v druhé námořní bitvě u Narviku najel na břeh ve fjordu Rombaken (jinak též Rombaksfjord). Sešrotován.                         |
| Z12 Erich Giese       | Zerstörer 1934A | Germaniawerft | 1935          | 12. března 1937   | 1939            | Dne 13. dubna 1940 v druhé námořní bitvě u Narviku najel na břeh ve fjordu Rombaken (jinak též Rombaksfjord).                                     |
| Z13 Erich Koellner    | Zerstörer 1934A | Blohm & Voss  | 1935          | 18. března 1937   | 1939            | Dne 13. dubna 1940 v druhé námořní bitvě u Narviku potopen v Ofotfjordu u Djupviku.                                                               |
| Z14 Friedrich Ihn     | Zerstörer 1934A | Blohm & Voss  | 1935          | 5. listopadu 1935 | 1938            | V rámci reparací předán Sovětskému svazu, zařazen jako Prytkij. Sloužil na Baltu. Sešrotován v 50. letech.                                        |
| Z15 Erich Steinbrinck | Zerstörer 1934A | Blohm & Voss  | 1935          | 24. září 1936     | 1938            | V rámci reparací předán Sovětskému svazu, zařazen jako Pylkij. Sloužil na Baltu. Dosloužil jako plovoucí kasárna. Sešrotován.                     |
| Z16 Friedrich Eckoldt | Zerstörer 1934A | Blohm & Voss  | 1935          | 21. března 1937   | 1938            | Dne 31. prosince 1942 během útoku na arktický konvoj JW-51B potopen britským lehkým křižníkem HMS Sheffield.                                      |

## Konstrukce

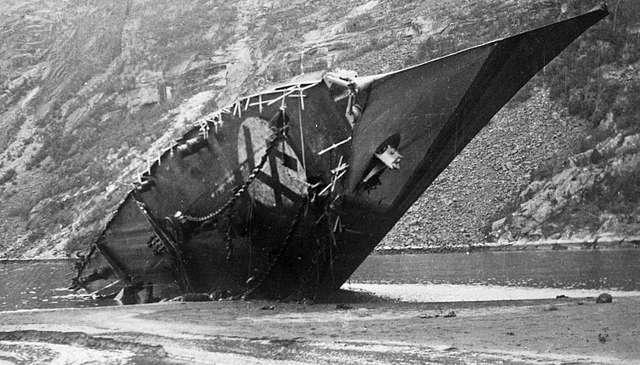
Z11 Bernd von Arnim potopený ve druhé bitvě u Narviku

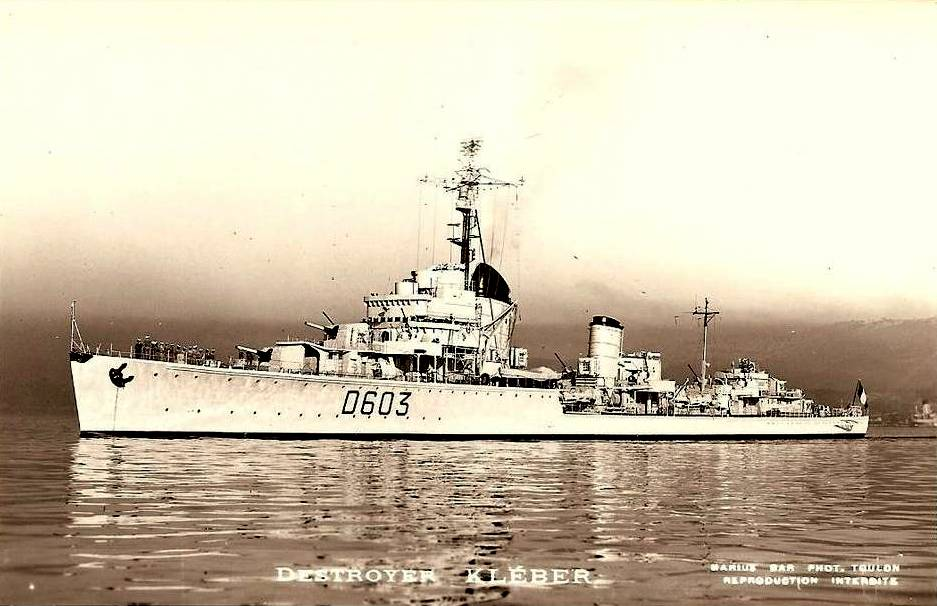
Francouzský torpédoborec Kléber (ex Z6 Theodor Riedel)

Výzbroj plavidel po jejich dokončení tvořilo pět 127mm kanónů v jednodělových věžích, čtyři 37mm a čtyři 20mm protiletadlové kanóny a dva čtyřhlavňové 533mm torpédomety. Pohonný systém tvořilo šest kotlů Wagner (Z9–Z16 měly kotle Benson) a dvě turbíny Deschimag (Z9–Z16 měly turbíny Blohm & Voss) o výkonu 70 000 shp, pohánějící dva lodní šrouby. Nejvyšší rychlost dosahovala 38,2 uzlu. Dosah byl 1825 námořních mil při rychlosti devatenáct uzlů.

### Modifikace
Roku 1938 byly zpevněny trupy všech plavidel. V letech 1939–1940 plavidla dostala sonar S-Gerät.
Roku 1941 čtyři torpédoborce (Z10, Z14 až Z16) dostaly nové turbíny Germania o výkonu 67 000 shp.
Roku 1941 dostala přeživší plavidla radar FuMO 21. V letech 1943–1944 byla vybavena systémy FuMB  3 Bali a FuMB 4 Sumatra.
Roku 1944 byly Z5, Z10 a Z15 vybaveny tzv. atlantickou přídí. Jejich celková délka se zvětšila na 121,3 metru.
Roku 1944 na přeživších plavidlech původní radar nahradily nové FuMO 24 a FuMO 63K. Přičemž byly vybaveny ještě systémem FuMB 1 Metox.
Za války se měnilo i složení výzbroje, zejména byla posilována protiletadlová výzbroj plavidel.